# Korpijärvi (sjö i Finland, Kajanaland, lat 64,72, long 29,17)
Korpijärvi är en sjö i Finland. Den ligger i kommunen Suomussalmi i landskapet Kajanaland, i den centrala delen av landet, 500 km norr om huvudstaden Helsingfors. Korpijärvi ligger 207,8 meter över havet. Den är 6 meter djup. Arean är 53,1 hektar och strandlinjen är 5,57 kilometer lång. Sjön  ingår i Uleälvens huvudavrinningsområde. 